# Стюарт, Джермейн
Джерме́йн Стю́арт (англ. Jermaine Stewart, полное имя: William Jermaine Stewart; 7 сентября 1957 — 17 марта 1997) — американский певец и танцор из штата Огайо.
Подростком работал танцором на телепередаче Soul Train (несколько лет, когда она снималась в Чикаго). Позднее был бэк-вокалистом у группы Shalamar, певицы Милли Джексон, Tavares, The Temptations и Боя Джорджа.
В середине 1980-х заключил свой собственный сольный контракт с лейблом Arista Records. С 1984 по 1988 годы у него на лейбле Arista было три хита в первой десятке ритм-н-блюзового чарта «Билборда».
Наиболее известен по синглу 1986 года «We Don’t Have to Take Our Clothes Off», достигшему 3 места в чартах Великобритании и Канады и 5 места в США (в Billboard Hot 100). (При этом как раз этот сингл в ритм-н-блюзовом чарте «Билборда» провалился.)
17 марта 1997 года 39-летний певец скончался от рака печени, спровоцированного ВИЧ-инфекцией.

## Дискография
- См. «Jermaine Stewart § Discography» в английском разделе.